# مدينة لونينبورج
لونينبورج (بالإنجليزية: Lunenburg) مدينة ساحلية كندية تقع على الشاطئ الشرقي لكندا على شبه جزيرة فيرهافن ضمن مقاطعة نوفا سكوشا، تبعد المدينة 90 كلم جنوب غرب هاليفاكس.
تأسست المدينة عام 1753 في محاولة بريطانية لتوطين البروتستانت في نوفا سكوشا ولترحيل شعب الميغماك (وهم من السكان الأصليين) والأكاديين (وهم من المهاجريين الفرنسيين) وكلا الشعبيين يعتنقون المذهب الكاثوليكي. شكل المستوطنون البروتستانت تهديداً دائماً لشعب الميغماك في موطنهم التقليدية. تعرضت مدينة لوينبيرغ لتسع غارات من قبل «كونفدرالية وأبو ناكي» (وهم تحالف قبائل من السكان المحليين) خلال السنوات الأولى للاستيطان.
صُنفت مدينة لونينبورج على لائحة التراث العالمي عام 1995 . وتعتبر المدينة أفضل مثال على المستعمرات الاستيطانية البريطانية كما تعتبر المدينة من المواقع التاريخية الكندية.

## معرض الصور

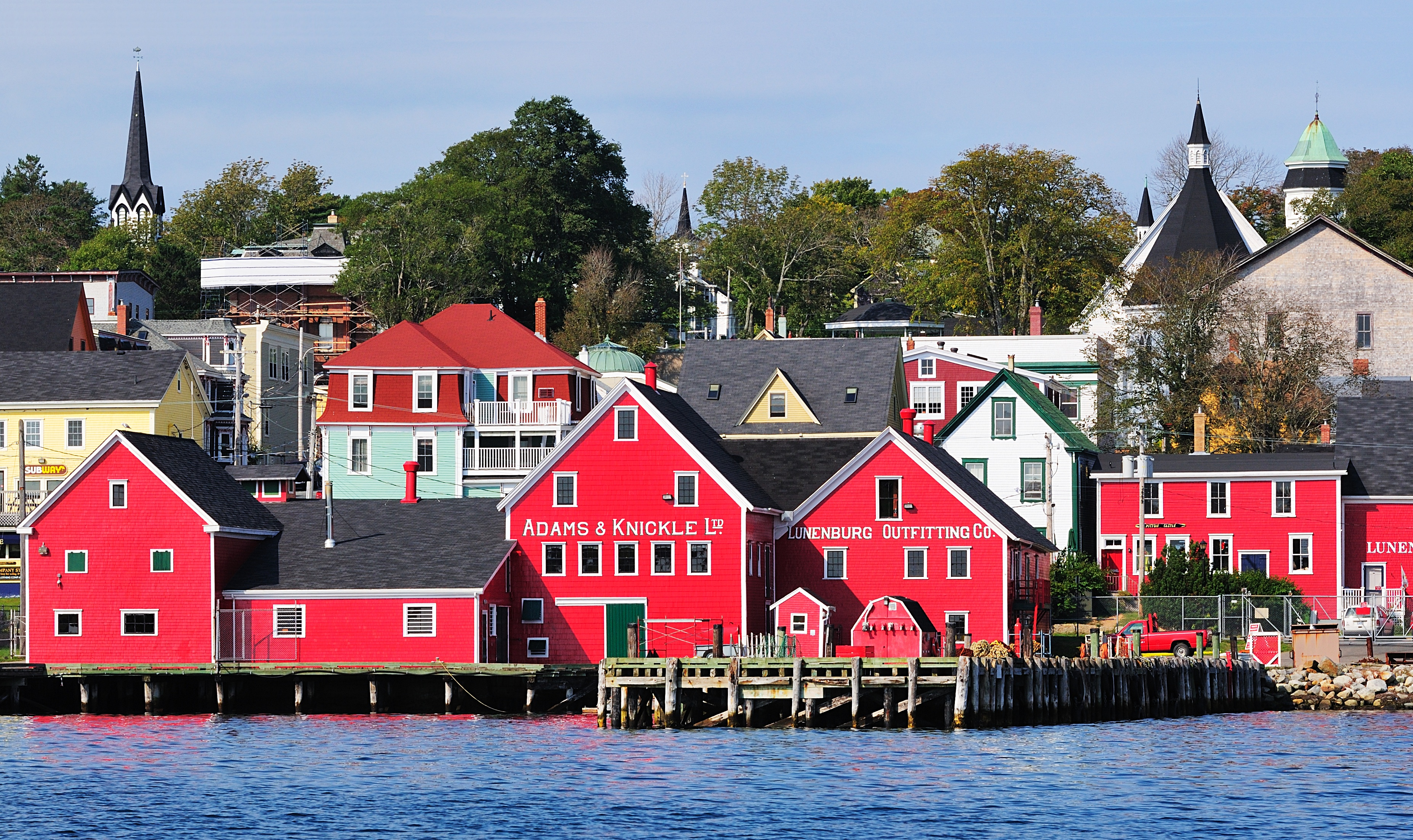
ميناء لونينبورج
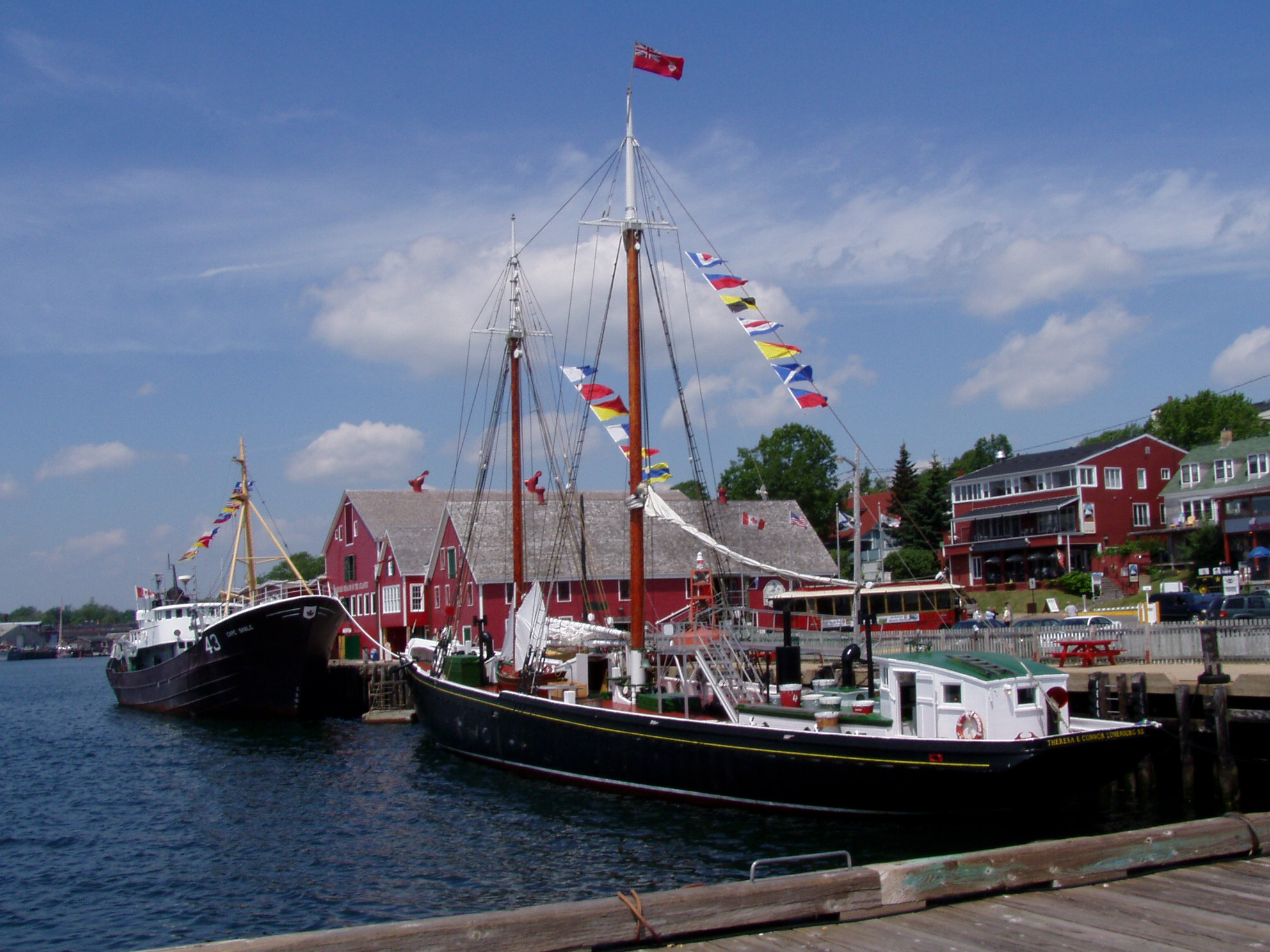
متحف صيد الأطلسي
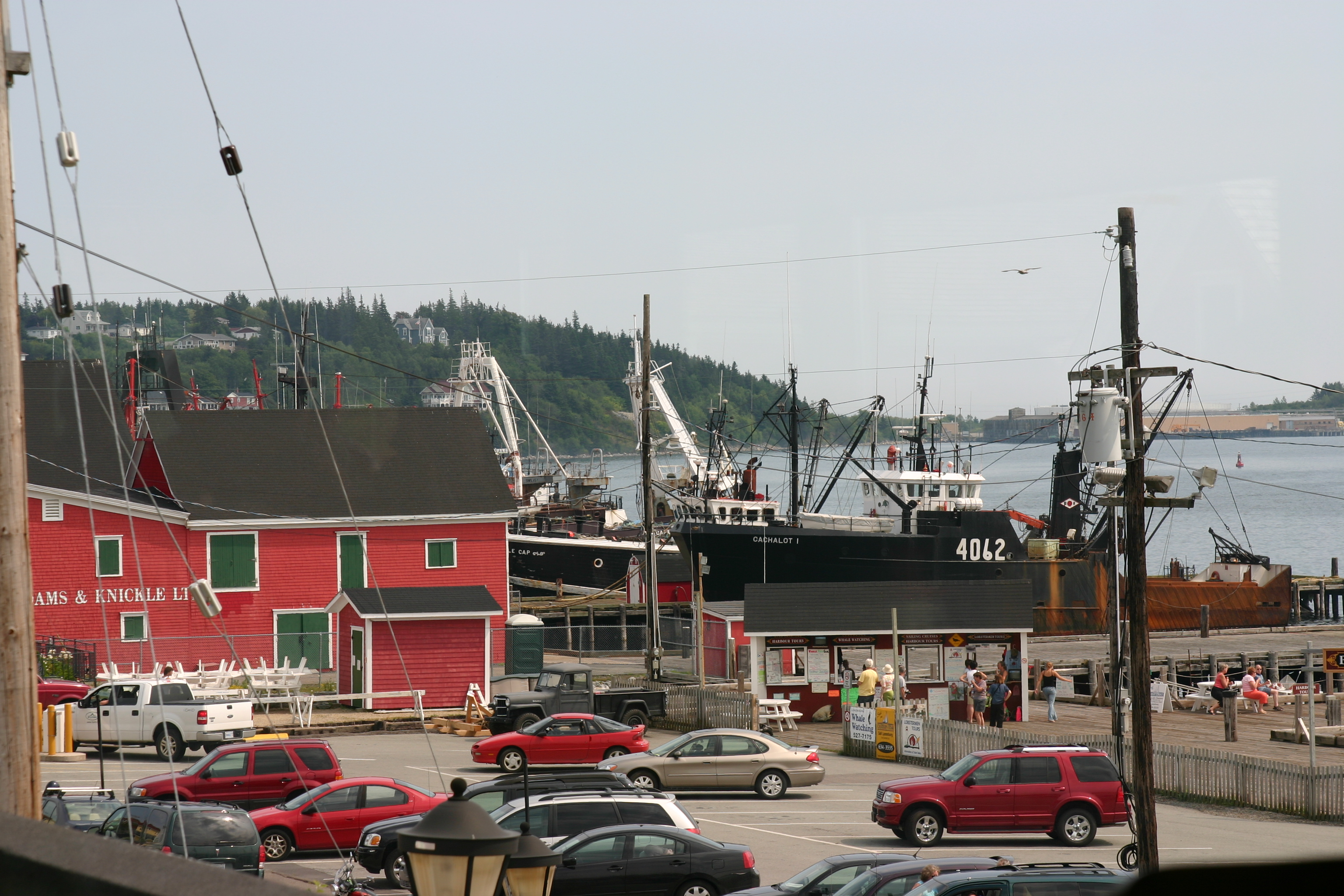
مرسى قوارب لونينبورج
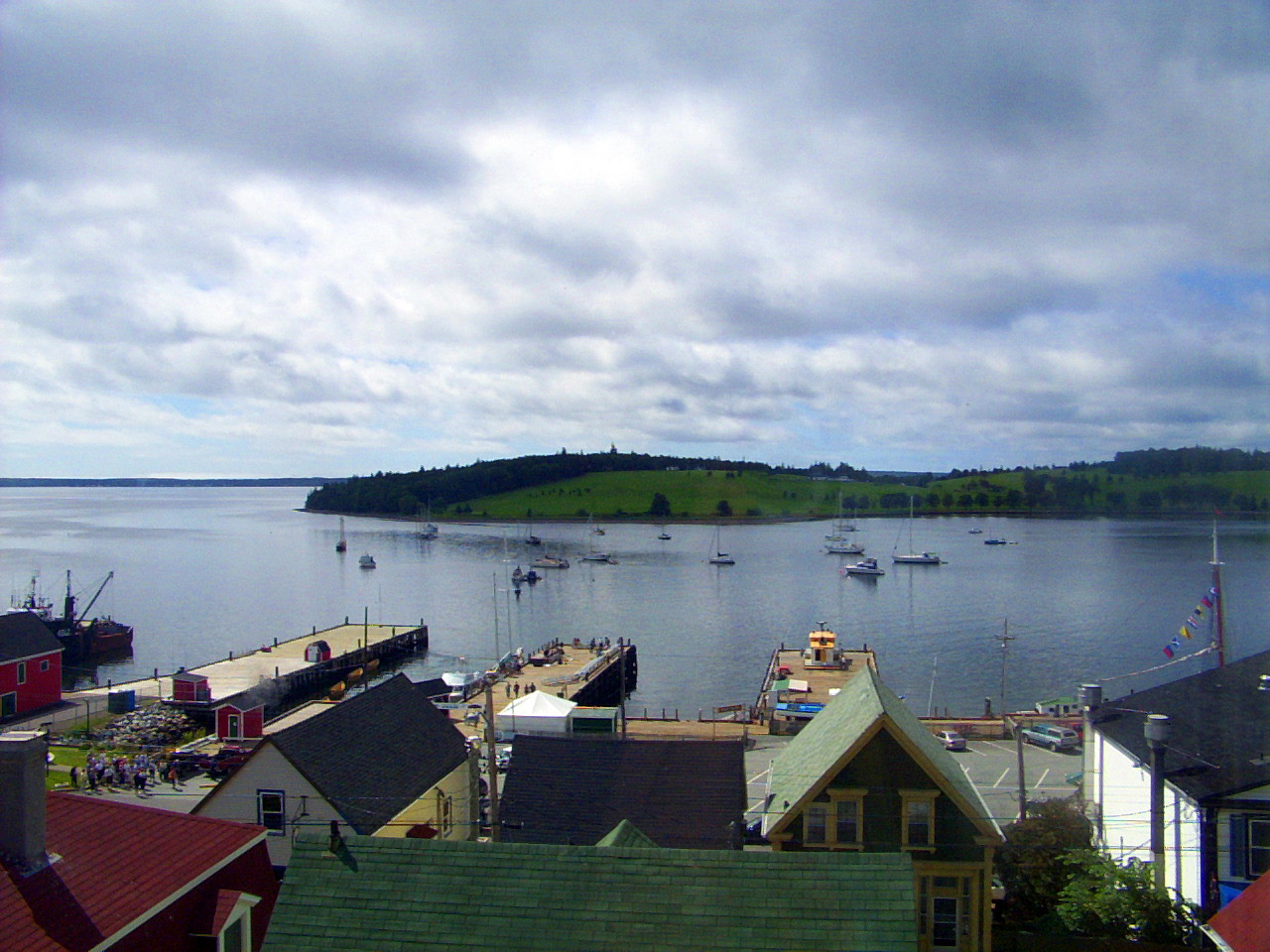
منظر الواجهة البحرية
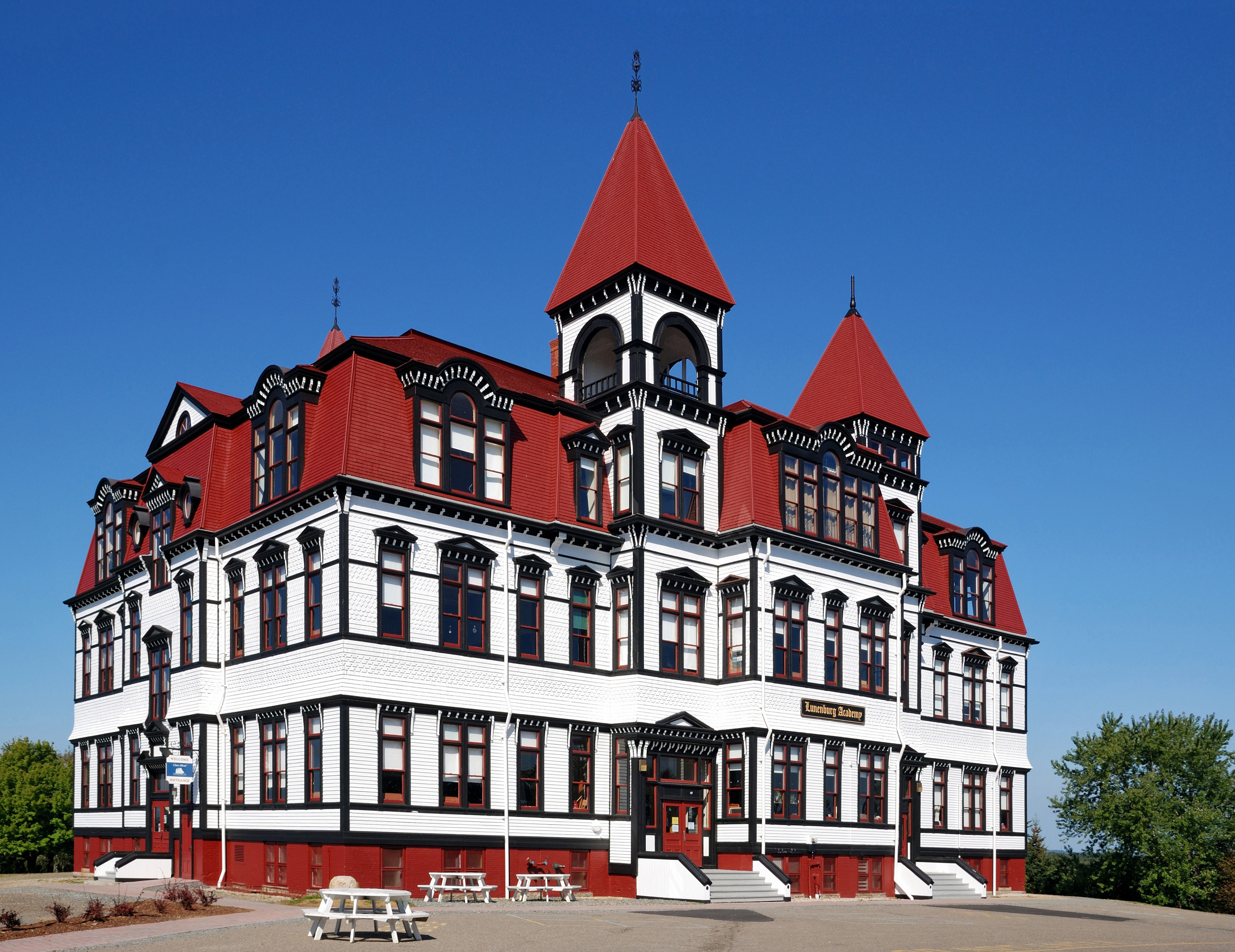
أكاديمية لونينبورج
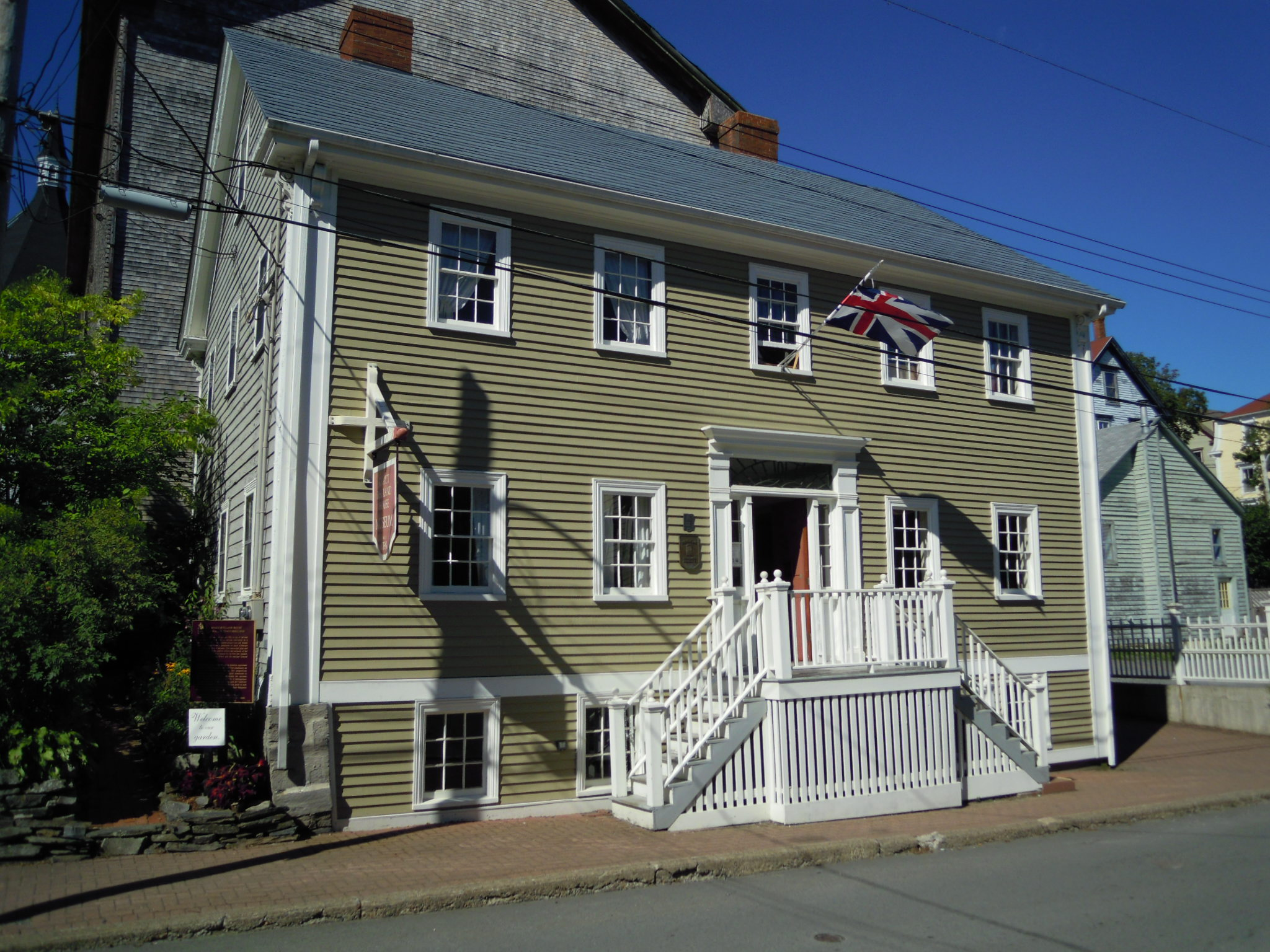
متحف كانت-رولاند
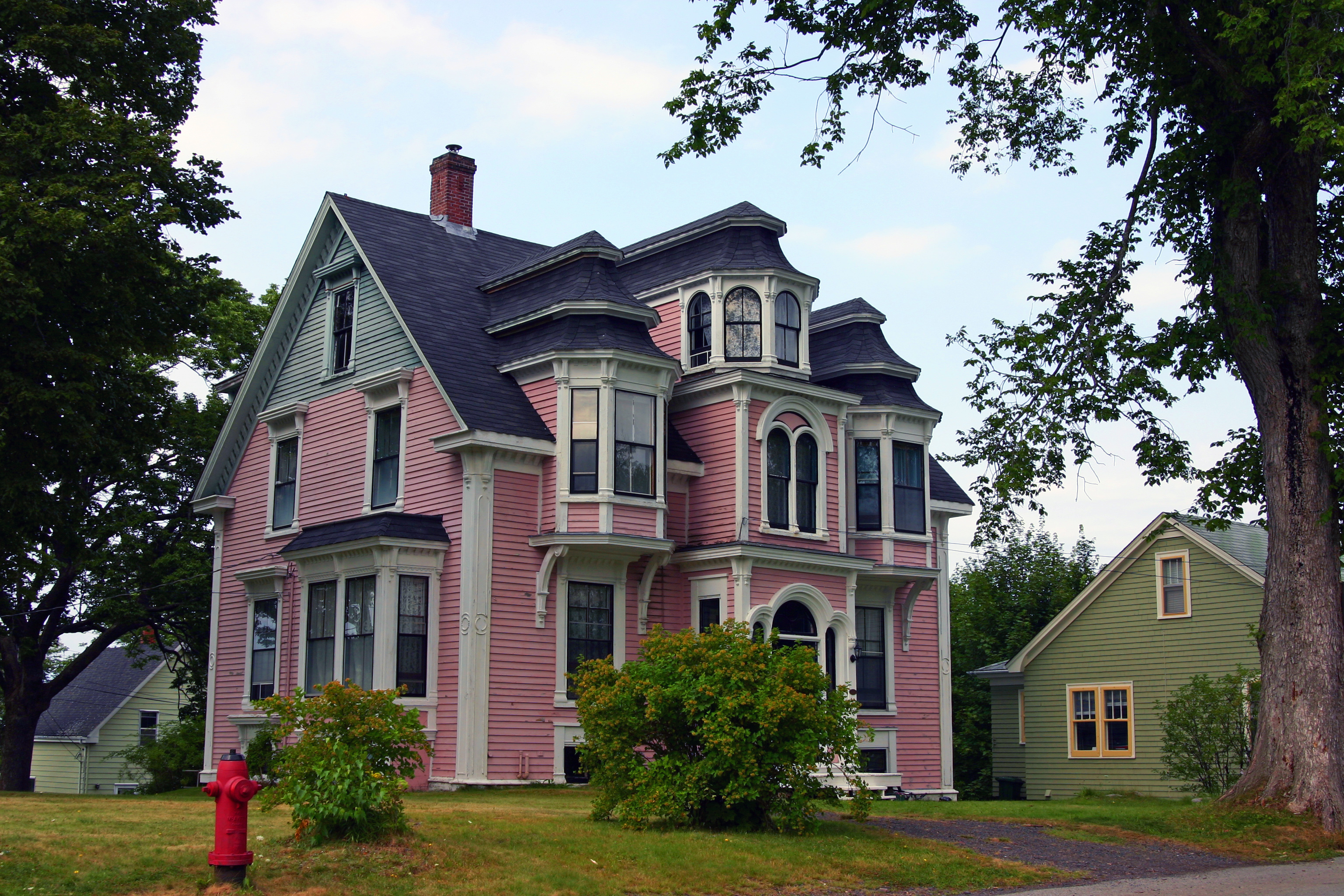
بيت لونينبورج
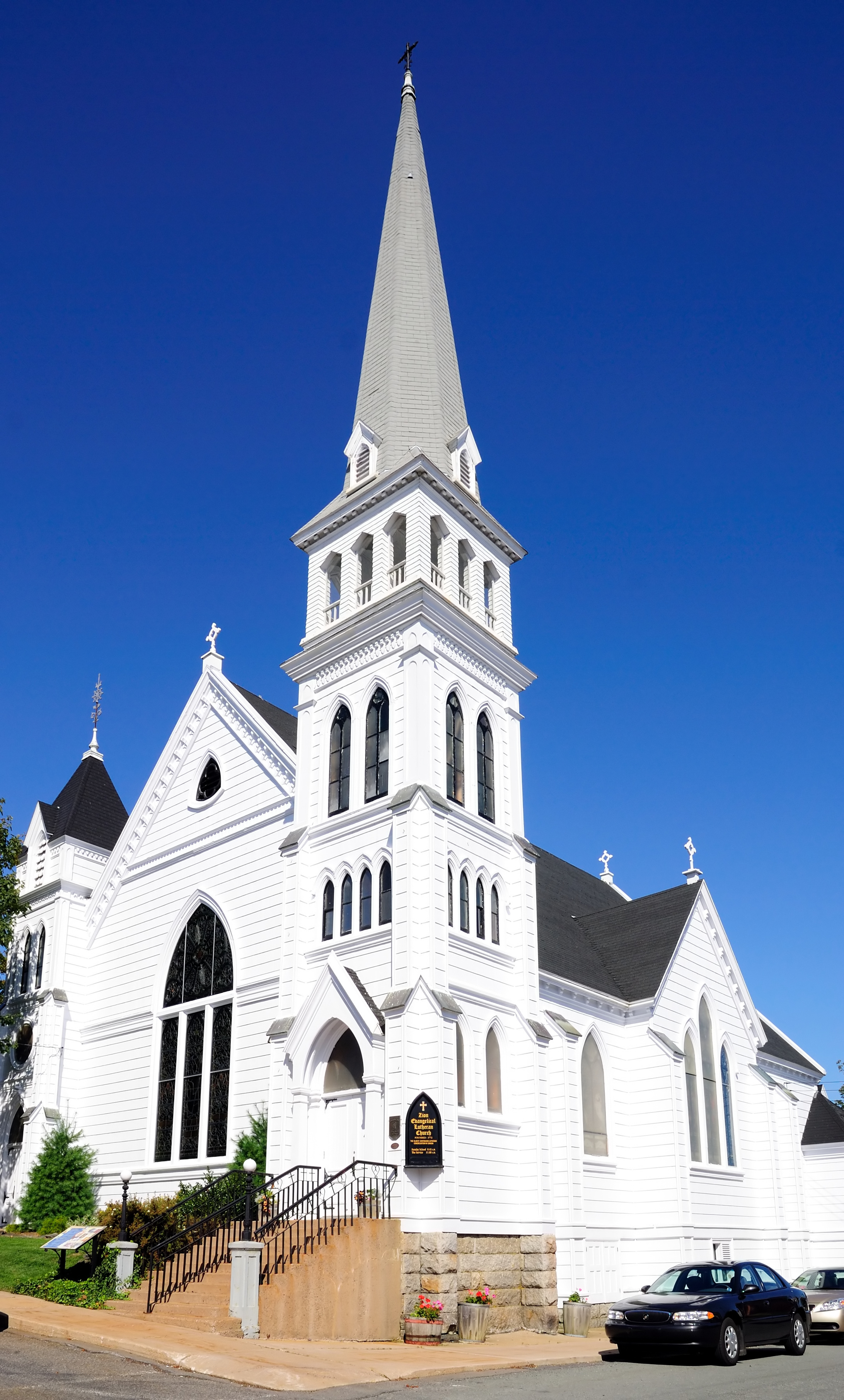
كنيسة جبل صهيون اللوثرية
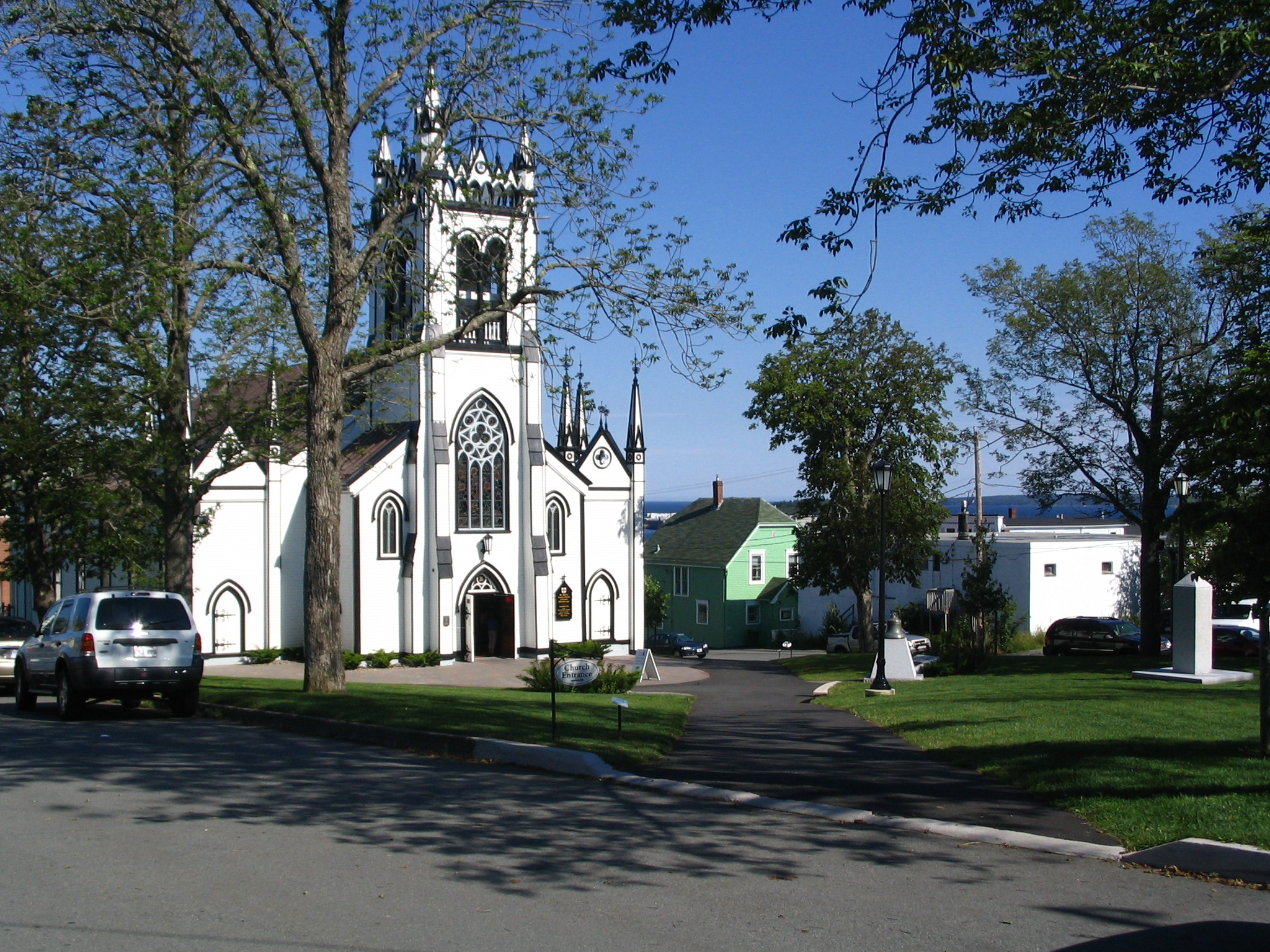
كنيسة القديس جونز الأنجليكانية
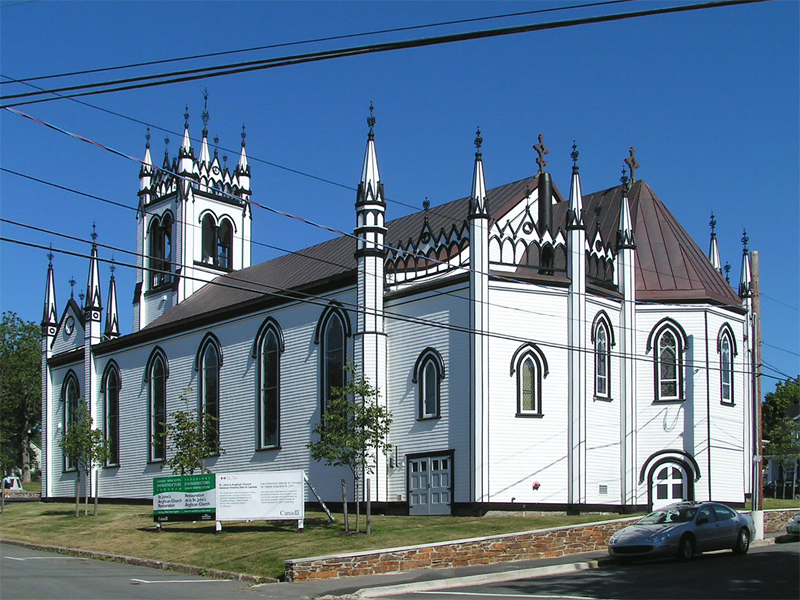
كنيسة القديس جونز الأنجليكانية

## أعلام
- هنري مارس
- لويد كراوس
- روبرت وينترز
- غريغ إرنست
- ميخائيل بيكر
- جون جيمس كينلي
- والتون كوك
- ويليام داف